# Jonathan Chaves
Jonathan Daniel Chaves (La Plata, Provincia de Buenos Aires, Argentina, 8 de enero de 1989) es un Exfutbolista argentino que jugaba de mediocampista por izquierda.  

## Trayectoria
Se inició en el Club Juventud de Tolosa.
Debutó el 26 de noviembre de 2006 en el partido que disputaban Gimnasia y Esgrima La Plata y Newell's Old boys en el Estadio Único de La Plata que terminaría en victoria para el Local por 2-1 con Goles de Lucas Landa y Santiago Silva. Jugó en el Lobo hasta el año 2009 con muy pocas participaciones en el Primer Equipo hasta que es Transferido a préstamo por Dos Años a Defensa y Justicia de la Primera B Nacional de Argentina. En el año 2011 vuelve a Gimnasia para afrontar el Torneo que se aproximaba, con un Gimnasia recién descendido al Nacional B. Su primer Gol se lo convierte a Atlético Tucumán de Tiro Libre a los 37' del Segundo Tiempo, cuando el Partido estaba igualado 2-2, le da la victoria a su equipo con un espectacular gol de tiro libre.
Con Gimnasia y Esgrima La Plata alterno buenas y malas, tuvo algunas lesiones que le impidieron tener mayor continuidad, sin embargo siempre que lo hacía se destacaba y ayudaba a su equipo a crear situaciones en el ataque, sin embargo nunca pudo afianzarse entre los titulares por ello siempre entraba en los segundo tiempo. Logró el ascenso con Gimnasia y Esgrima La Plata el 28 de mayo de 2013 en el estadio Estadio Mario Alberto Kempes ubicado en la Provincia de Córdoba frente a Instituto de Córdoba. 
En el mes de julio del 2013 se concreta su llegada al club Cobreloa de Chile, siendo esta su primera experiencia en el extranjero. En su primera experiencia en el fútbol extranjero le fue bien, consiguiendo varios minutos en la cancha y convirtiendo varios goles.
De vuelta en la Argentina, se incorpora a Godoy Cruz de Mendoza, que milita en la Primera División del Fútbol Argentino.
El 22 de enero se incorpora al Club Atlético Boca Unidos de la provincia Corrientes que milita en la Nacional B del Fútbol Argentino.
Desde julio de 2016 se entrena en Gimnasia y Esgrima La Plata, mientras define su futuro con el pase en su poder esta cerca de dos equipos. Ambos militan en la B Nacional, Club y Biblioteca Ramón Santamarina es lo más firme pero también apareció el interés de Club Ferro Carril Oeste que es quien seduce más al jugador.

## Clubes
| Club                        | País      | Año         | PJ | Goles |
| --------------------------- | --------- | ----------- | -- | ----- |
| Gimnasia y Esgrima La Plata | Argentina | 2006-2009   | 14 | 0     |
| Defensa y Justicia          | Argentina | 2009-2011   | 39 | 4     |
| Gimnasia y Esgrima La Plata | Argentina | 2011-2013   | 27 | 2     |
| Cobreloa                    | Chile     | 2013        | 29 | 4     |
| Godoy Cruz de Mendoza       | Argentina | 2014        | 3  | 0     |
| Boca Unidos de Corrientes   | Argentina | 2015        | 32 | 0     |
| Brown de Adrogué            | Argentina | 2016        | 6  | 0     |
| Ramón Santamarina           | Argentina | 2016 - 2017 | 33 | 5     |
| Atlanta                     | Argentina | 2017 - 2018 | 0  | 0     |
| Deportes Vallenar           | Chile     | 2019        | 8  | 2     |